# Служанка (фильм, 2016)
«Служанка» (кор. 아가씨, агасси, дословно — «Девушка») — южнокорейский эротический триллер режиссёра Пак Чхан Ука, вышедший в прокат в республике Корея 1 июня 2016 года. Премьера на Каннском фестивале состоялась 14 мая 2016 года, где фильм демонстрировался под французским названием «Мадемуазель» (Mademoiselle). Английское название фильма The Handmaiden. Главные роли в нём исполнили Ким Мин Хи, Ким Тхэ Ри и Ха Чон У. Фильм основан на романе Сары Уотерс «Тонкая работа», действие которого перенесено из Британии Викторианской эпохи в Корею под властью Японии. Съёмки проходили с середины 2015 года по 31 октября. Фильм участвовал в борьбе за «Золотую пальмовую ветвь» на Каннском кинофестивале 2016.

## Сюжет

### Часть первая
Корея под властью Японии, начало двадцатого века. Девушка по имени Ок Чу устраивается горничной к богатой японке Хидэко. На самом деле её зовут Нам Сук Хи, и она воровка. Её знакомый мошенник, выдающий себя за графа Фудзивару, рассказывает ей и её сообщникам о корейце, который женился на японке и взял себе её фамилию — Кодзуки. Он продает своим богатым знакомым поддельные старинные книги. Его жена умерла, и вместе с ним живёт её племянница по имени Хидэко, наследница семейного состояния. Фудзивара собирается соблазнить её, сбежать вместе с ней, затем жениться и поместить в сумасшедший дом, чтобы завладеть всем её состоянием. Он даёт Сук Хи задание: помочь ему влюбить в себя Хидэко и обещает за это отдать часть от полученных денег.
Сук Хи поражена красотой Хидэко и её богатством. Роясь в её вещах и примеряя их, она обнаруживает металлические шарики и толстую верёвку. Сук Хи становится близка с хозяйкой и постепенно влюбляется в неё. В имение приезжает Фудзивара. Пока Фудзивара пытается соблазнить Хидэко, Сук Хи чувствует, что начинает ревновать. Однажды они оказываются в одной постели, и Хидэко, сказав, что граф сделал ей предложение, просит Сук Хи научить её, что нужно делать в первую брачную ночь.
Кодзуки уезжает из имения, и Хидэко принимает предложение графа уехать в Японию, но с условием, что служанка поедет вместе с ними. В Японии Фудзивара и Хидэко заключают брак, Фудзивара везёт жену в сумасшедший дом, но под именем Хидэко в него помещают шокированную Сук Хи.

### Часть вторая
События возвращаются к детству Хидэко, оказывается, что её и её тётю с детства принуждали к чтению богатым гостям книг порнографического содержания на торгах, устраиваемых в доме. Чтение сопровождалось воспроизведением сцен из произведений. Оказывается, что тётя Хидэко повесилась не сама, а была убита Кодзуки после пыток за то, что попыталась сбежать.
Однажды ночью Фудзивара, который помогает Кодзуки подделывать книги, приходит в комнату Хидэко и предлагает свою помощь в том, чтобы сбежать. Хидэко соглашается и предлагает Фудзиваре найти служанку, молодую и глупую, которую они, когда сбегут, поместят в сумасшедший дом под именем Хидэко, после чего поделят деньги. Фудзивара также показывает ей пузырёк с опиумом и сообщает, что подарит его Хидэко на свадьбу — если она выпьет его до дна, то умрёт, и пытки ей будут не страшны.
Избавившись от предыдущей горничной, Фудзивара устраивает в дом Сук Хи. Со временем Хидэко замечает, что Сук Хи неравнодушна к ней и сама влюбляется в неё. Она спрашивает Сук Хи, хочет ли та, чтобы она вышла за Фудзивару. Когда Сук Хи отвечает положительно, Хидэко с гневом выталкивает её из комнаты. Она берёт хранящуюся в доме верёвку и решает повеситься на вишне, как тётя. Но Сук Хи ловит её и умоляет не убивать себя и не выходить замуж. Поняв, что Сук Хи действительно заботится о ней, Хидэко рассказывает ей о плане Фудзивары. Сук Хи, которую Хидэко научила грамоте, пишет письмо своим сообщникам, прося о помощи. Перед тем как сбежать, Сук Хи уничтожает все те книги, которые Хидэко читала гостям.

### Часть третья
Поместив Сук Хи в сумасшедший дом, Фудзивара предлагает Хидэко поехать с ним во Владивосток и там пожениться по-настоящему. Тем временем с помощью своих сообщников Сук Хи сбегает из сумасшедшего дома. Хидэко хитростью заставляет Фудзивару выпить вино с тремя каплями опиума, от чего тот теряет сознание. Хидэко воссоединяется с Сук Хи, и, поменяв билет до Владивостока на билет до Шанхая, они садятся на корабль, причём Хидэко выдает себя за мужчину, чтобы их не обнаружили люди Кодзуки. Также они написали Кодзуки письмо, в котором сообщили, что Фудзивара совсем не граф, а мошенник. Люди Кодзуки хватают Фудзивару, и тот оказывается в пыточном подвале. Кодзуки отрубает ему пальцы на левой руке, по одному за каждую из пяти самых любимых им книг, что уничтожила Сук Хи. Затем он интересуется подробностями первой брачной ночи Фудзивары и Хидэко. Фудзивара просит закурить, и Кодзуки дает ему его же собственные сигареты. Плохо проветриваемый подвал заполняют клубы дыма от сигарет. Оказывается, что сигареты содержат ртуть. Кодзуки и Фудзивара погибают.
Хидэко и Сук Хи запираются в каюте парохода и занимаются сексом.

## В ролях

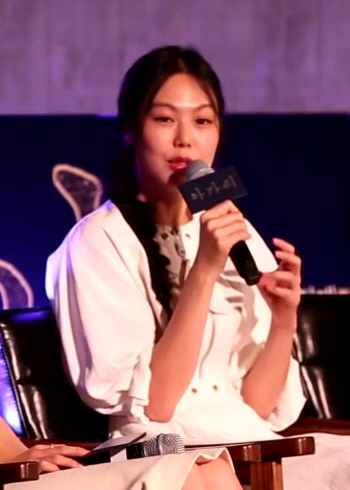
Ким Мин Хи
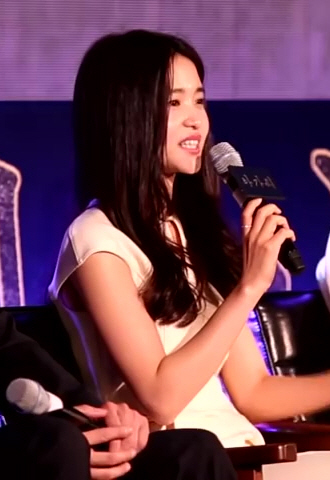
Ким Тэ Ри
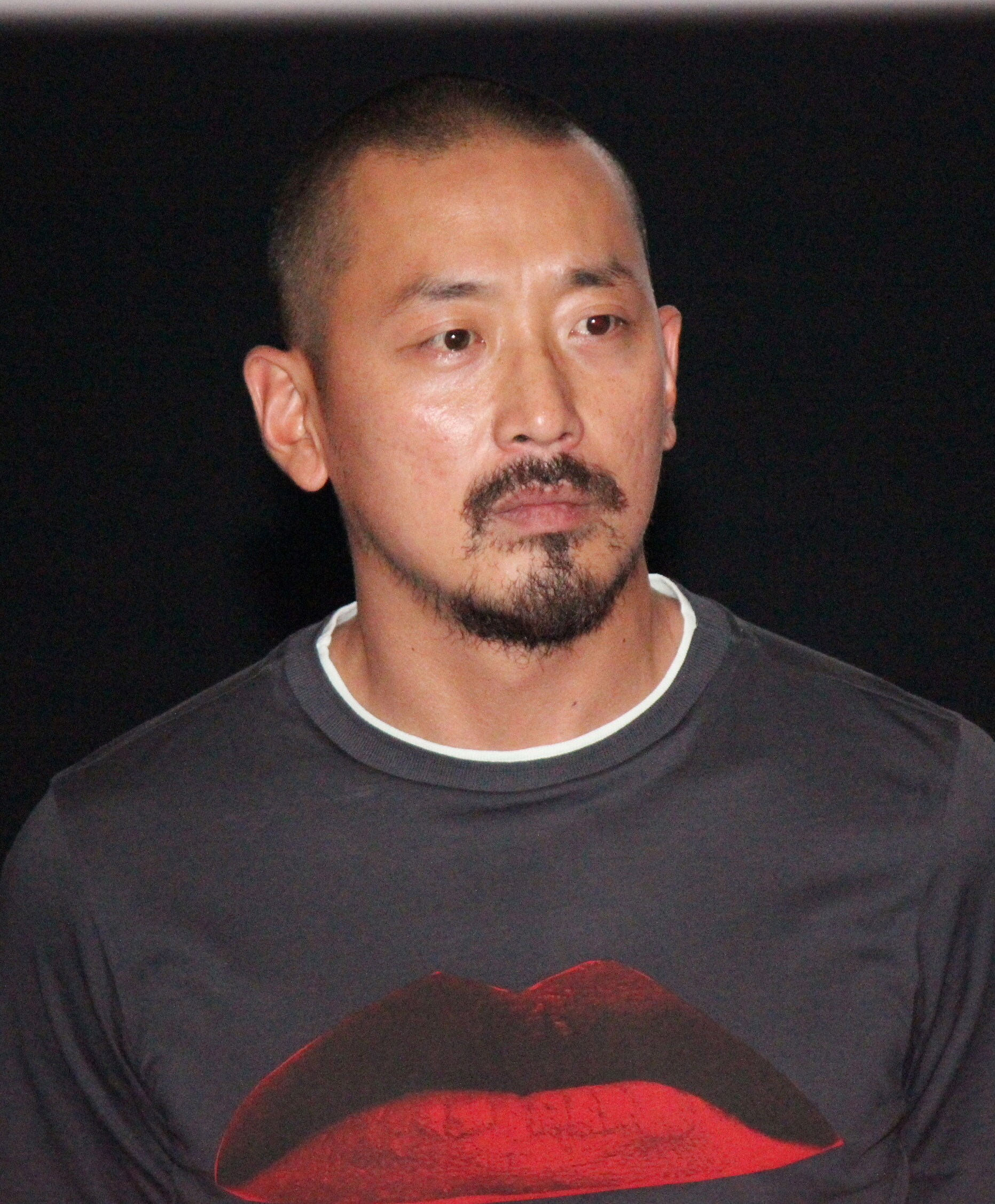
Ха Чон У
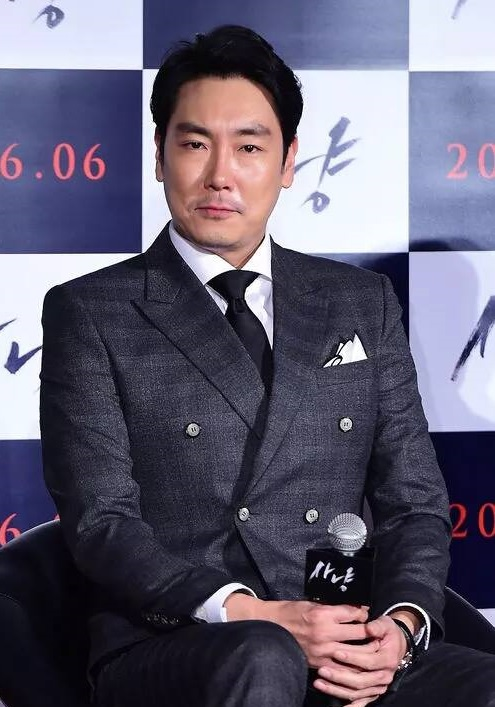
Чо Чин Ун

| Актёр      | Роль           |
| ---------- | -------------- |
| Ким Мин Хи | Госпожа Хидэко |
| Ким Тэ Ри  | Сук Хи         |
| Ха Чон У   | граф Фудзивара |
| Чо Чин Ун  | Дядя Кодзуки   |
| Ким Хэ Сук | мадам Сасаки   |
| Мун Со Ри  | тётя Хидэко    |

## Награды и номинации
- 2016 — участие в основной конкурсной программе Каннского кинофестиваля, а также номинация на приз Queer Palm[13]. Рю Сон-хи, художник-постановщик фильма, получила независимую премию Vulcan Award[англ.][14].
- 2016 — Большой приз зрительских симпатий Каталонского кинофестиваля в Сиджесе.
- 2016 — три премии «Голубой дракон»: лучшая актриса (Ким Мин Хи), лучший актёрский дебют (Ким Тхэ Ри), лучшая работа художника-постановщика (Рю Сон-хи). Кроме того, лента получила 5 номинаций: лучший фильм, лучший режиссёр (Пак Чхан Ук), лучшая музыка (Чо Ён-ук), лучшая операторская работа и освещение (Чон Джон-хун), лучшее техническое достижение (Чо Сан-гён за костюмы).
- 2016 — попадание в пятёрку лучших иностранных фильмов года по версии Национального совета кинокритиков США.
- 2017 — премия «Сатурн» за лучший фильм на иностранном языке[15], а также номинация в категории «лучший дизайн костюмов» (Чо Сан-гён).
- 2017 — 4 Азиатские кинопремии: лучшая актриса второго плана (Мун Со Ри), лучший актёрский дебют (Ким Тхэ Ри), лучшая работа художника-постановщика (Рю Сон-хи), лучший дизайн костюмов (Чо Сан-гён). Кроме того, лента получила 2 номинации: лучший сценарий (Пак Чхан Ук, Чон Со-гён), лучший монтаж.
- 2017 — номинация на премию «Спутник» за лучший иностранный фильм.
- 2018 — премия BAFTA за лучший фильм не на английском языке (Пак Чхан Ук, Сид Лим).
- 2018 — номинация на премию «Бодиль» за лучший неамериканский фильм (Пак Чхан Ук).
- 2018 — номинация на премию «Империя» за лучший триллер.
- 2018 — номинация на премию Лондонского кружка кинокритиков за лучший зарубежный фильм года.

## Музыка к фильму
Одновременно с выходом в прокат, в Корее был выпущен диск с музыкой из фильма. Он представлен в двух видах оформления: один с изображением Хидэко, а второй — Сук Хи. Композитор — Чо Ён Ук (조영욱). Музыку (кроме заключительной песни) исполнил берлинский оркестр немецкой оперы при участии польских музыкантов. Игра на арфе Марии Смирновой. Запись и сведение производилось в Берлине. Диск состоит из 38 дорожек.